# Enzo Grossi
Enzo Grossi (São Paulo, 20 de abril de 1908 –– Corato, 11 de agosto de 1960) foi um oficial italiano da Regia Marina durante a Segunda Guerra Mundial, tendo ganho destaque enquanto era o comandante do submersível Barbarigo.

## Biografia
Embora fosse oficial da Regia Marina italiana, Grossi nasceu no Brasil. Durante a Segunda Guerra Mundial, ele foi comandante de três submersíveis italianos: Medusa, Speri e Barbarigo. Com o último, esteve envolvido em ataques na costa brasileira durante a guerra, atacando, dentre outros, o Comandante Lyra em 18 de maio de 1942. Este ataque acabou resultando na primeira ação de guerra da FAB. Como resultado desta agressão, os navios mercantes brasileiros passaram a incorporar um canhão para sua defesa, com o calibre variando entre 75 e 120 mm, bem como a seguirem regras de navegação normalmente não aplicadas aos barcos de bandeira neutra (o Brasil declarou guerra às potências do Eixo apenas em 22 de agosto daquele ano), como pintura cinza, navegação em ziguezague e desligamento das luzes de bordo.
A partir de setembro de 1943, após oficiais italianos começarem a questionar os alegados ataques e afundamentos de navios inimigos –– como os couraçados da classe Maryland em 20 de maio de 1942 e Mississippi em 9 de outubro do mesmo ano, o que lhe rendeu duas Medalhas de Ouro de Valor Militar e duas promoções, para Capitano di Fregata após a primeira incursão e depois Capitano di Vascello após a segunda –– por parte de Grossi, este acabou sendo transferido para o comando da BETASOM, a base de submarinos localizada em Bordeaux e responsável pelas incursões de guerra italianas no Oceano Atlântico, substituindo Romolo Polacchini, um dos oficiais que questionou suas alegações de ataque e afundamento. Em 1949, uma comissão revogou suas medalhas e promoções.

## Condecorações
Durante sua carreira militar, Grossi recebeu sete condecorações destacadas –– com mais duas sendo revogadas em 1949 ––, com destaque para as medalhas italianas de Valor Militar e a medalha alemã da Cruz de Cavaleiro da Cruz de Ferro, a mais elevada condecoração militar da Alemanha Nazista.

### Itália
- Medalha de Prata de Valor Militar (1940);
- Medalha de Bronze de Valor Militar (1941 e 1942);
- Cruz de Guerra de Valor Militar (1942);

### Alemanha
- Cruz de Ferro de Segunda Classe (1942);
- Cruz de Ferro de Primeira Classe (1942);
- Cruz de Cavaleiro da Cruz de Ferro (1942).